# Trixa pauciseta
Trixa pauciseta är en tvåvingeart som beskrevs av Louis-Paul Mesnil 1980. Trixa pauciseta ingår i släktet Trixa och familjen parasitflugor.
Artens utbredningsområde är Frankrike. Inga underarter finns listade i Catalogue of Life.